# Warui yatsu hodo yoku nemuru
Warui yatsu hodo yoku nemuru (悪い奴ほどよく眠る?), titulada Los malos duermen bien en Latinoamérica y Los canallas duermen en paz en España, es una película de 1960 dirigida por el director japonés Akira Kurosawa. Fue la primera película producida bajo la compañía de producción independiente de Kurosawa. Participó en el 9.° Festival Internacional de Cine de Berlín.
Protagonizada por Toshirō Mifune se trata de una adaptación libre al Japón contemporáneo de la tragedia Hamlet escrita por William Shakespeare. Se la considera una crítica soterrada de la política, los sectores financieros y la corrupción corporativa.

## Sinopsis
Koichi Nishi (Toshirō Mifune) está celebrando su ceremonia nupcial con la hija discapacitada del vicepresidente de una influyente corporación pública de quien anteriormente había sido su secretario personal. Durante la boda circulan varios rumores y comentarios entre los presentes que se intensifican cuando se muestre un pastel especial que los sobresalta. El motivo del pastel les recuerda el suicidio de una persona que allanó el camino para sus actuales posiciones de poder. Posteriormente llega la policía y arresta a uno de los invitados a la boda. Lo que los invitados ignoran es que Koichi es la fuerza oculta detrás de todos los extraños sucesos que comienzan a aquejar sus conciencias y arruinar sus vidas: se ha infiltrado en el corrupto mundo de las corporaciones en búsqueda de venganza por la muerte de su padre.

## Reparto
| - Toshirō Mifune - Kōichi Nishi - Masayuki Mori - Vicepresidente de la Corporación Pública Iwabuchi - Kyōko Kagawa - Yoshiko Nishi - Tatsuya Mihashi - Tatsuo Iwabuchi - Takashi Shimura - Oficial administrativo Moriyama - Kō Nishimura - Oficial de contrato Shirai - Takeshi Katō - Itakura - Kamatari Fujiwara - Asistente del Jefe Wada | - Chishū Ryū - Fiscalía Nonaka - Seiji Miyaguchi - Fiscal Okakura - Kōji Mitsui - Reportero A - Ken Mitsuda - Presidente de la Corporación Pública Arimura - Nobuo Nakamura - Asesor Jurídico - Susumu Fujita - Detective - Kōji Nanbara - Fiscal Horiuchi |

## Reacciones
Warui yatsu hodo yoku nemuru recibe reacciones extremadamente positivas de los críticos manteniendo una calificación de aprobación del 100% en Rotten Tomatoes. El crítico de Chicago Reader Dave Kehr resumió su opinión como de la película describiéndola como "Un thriller bien hecho con las connotaciones sociales habituales de Kurosawa".
El crítico Ed Park, de The Village Voice dijo sobre la película que "Abriéndose con una secuencia de boda llena de bravura y terminando con una aduladora reverencia a un operador telefónico de reemplazo, la película tiene sus momentos de tedio, pero el formal vengador de Mifune es un retrato convincente de la obsesión por la justicia que se hunde en una realidad impredecible".
Escribiendo para The New York Times, Bosley Crowther alabó al film señalando "Esta es una imagen poderosa e interesante que ha hecho Kurosawa: un poco tediosa y tonta en los últimos carretes, pero lo suficientemente emocionante en el camino para satisfacer a las audiencias que conocen el tema".